# Rogoźnik (Nowy Targ)
Rogoźnik (früher auch Bystre oder Ciche) ist eine Ortschaft mit einem Schulzenamt der Landgemeinde Nowy Targ im Powiat Nowotarski der Woiwodschaft Kleinpolen in Polen.

## Geographie
Der Ort liegt im sogenannten Podhale am Bach Rogoźnik.

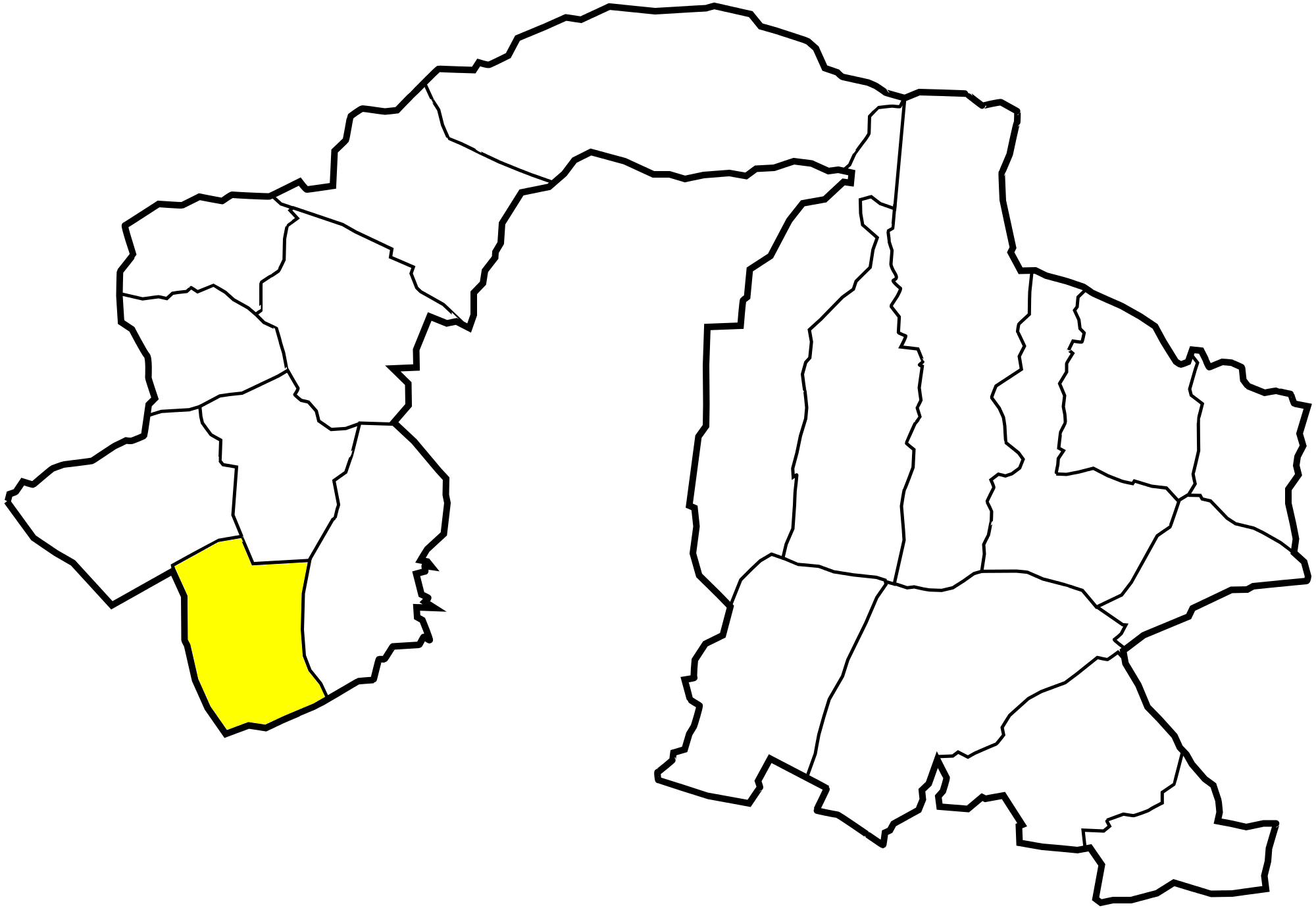
Dorf in der Gemeinde
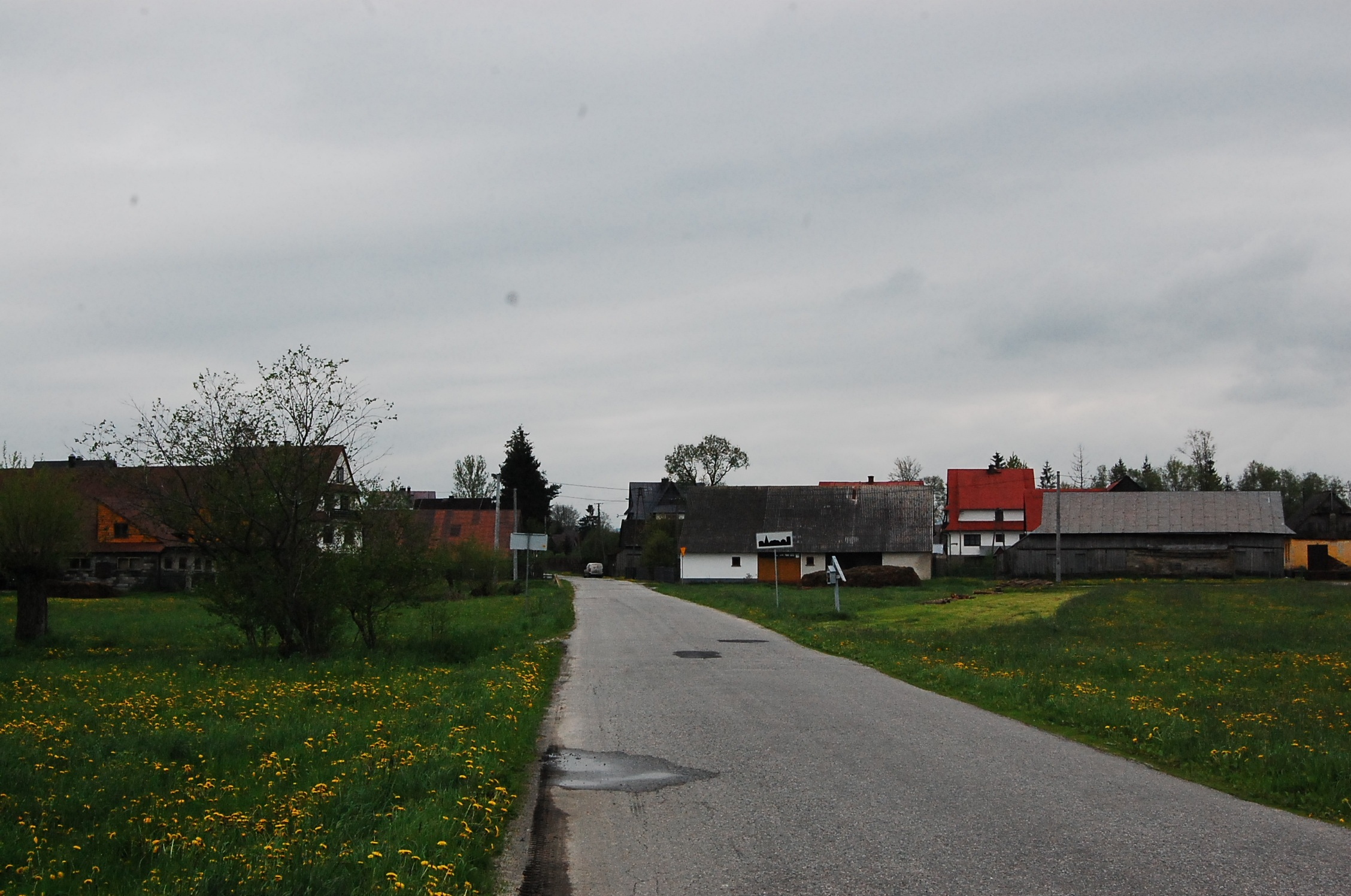
Ortsansicht

## Geschichte
Der Ort wurde im Jahre 1237 erstmals urkundlich erwähnt. Er gehörte später den Zisterziensern in Ludźmierz, ab 14. Jahrhundert zum Krongut.
Bei der ersten Teilung Polens kam das Dorf 1772 zum neuen Königreich Galizien und Lodomerien des habsburgischen Kaiserreichs (ab 1804).
1918, nach dem Ende des Ersten Weltkriegs und dem Zusammenbruch der k.u.k. Monarchie, kam Rogoźnik zu Polen. Unterbrochen wurde dies nur durch die Besetzung Polens durch die Wehrmacht im Zweiten Weltkrieg.
Im Jahre 1967 wurde die römisch-katholische Pfarrei errichtet.
Von 1975 bis 1998 gehörte Rogoźnik zur Woiwodschaft Nowy Sącz.